# Setit (nieuwsblad)
Setit was een wekelijks nieuwsblad in Eritrea.
Het nieuwsblad werd in het midden van de jaren '90 opgericht en groeide uit tot een nationaal nieuwsblad met onderzoeksjournalistiek en berichtgeving over het machtsmisbruik van de regering.
Setit was anno 2000 het grootste en meest gematigde private wekelijkse nieuwsblad van Eritrea.

## Oprichting
Setit werd midden jaren 90 opgericht door Dawit Isaak en Fessehaye "Joshua" Yohannes.
Isaak kwam in 1987 als vluchteling naar Zweden en verkreeg in 1992 de Zweedse nationaliteit. Toen in 1996 zijn geboorteland na de Eritrese Onafhankelijkheidsoorlog onafhankelijk werd, keerde hij terug. Hij nam zich voor zich in te zetten voor de persvrijheid in het land en richtte mede Setit op.

## Arrestatie en sluiting
In mei 2001 publiceerde een groep van 15 kabinetsleden, later de G15 genoemd, een open brief aan de regering van Eritrea waarin ze democratische hervormingen eisten en een grondig onderzoek naar de gebeurtenissen die hadden geleid tot de terugkerende oorlog met Ethiopië. De brief werd gepubliceerd in de vrije pers, waarbij de publicatie in Setit in het oog sprong omdat ze gepaard ging met een serie vergelijkbare brieven aan president Isaias Afewerki.
De regering sloeg snel terug en had in september alle burgerlijke vrijheden drastisch ingeperkt. Van de G15-politici waren er elf opgepakt, evenals Isaak, Yoshua en twaalf andere kranteigenaren, redacteuren en journalisten. Fessehaye "Joshua" Yohannes overleed in de cel in 2003. Tot op heden (stand 2010) hebben Isaak en de anderen nog steeds geen officiële aanklacht tegen zich uit horen spreken.
Tijdens een interview met de Zweedse televisie op 25 mei 2009 liet president Afewerki weten Isaak niet te gaan berechten, noch vrij te laten, en voegde daaraan toe We know how to handle his kind (We weten hoe we zijn soort moeten aanpakken).